# 張泰 (都御史)
張泰（1452年—1513年），字世亨，直隸河間府肅寧縣（今河北省肅寧縣）人，明朝政治人物。

## 生平
成化十三年（1477年）丁酉科順天鄉試舉人，成化十四年（1478年）联捷戊戌科進士，观政兵部，次年授山東鄒縣知縣，六載考績，丁父母忧，守制還乡。服阕，選授陝西道監察御史。初监河東盐课，又巡按苏松常鎮四府，再巡按山西。
弘治九年（1496年），升授陝西按察使司副使，整饬洮岷河州等处兵备。弘治十四年（1501年），升陝西按察使，十五年升山东右布政使，尋轉陕西左布政使。
正德元年（1506年），授都察院右副都御史，巡撫陝西等處地方。正德二年，授大理寺卿，正德四年，改刑部左侍郎。正德六年（1511年），授都察院右都御史，總制陝西延綏寧夏甘肅等處軍務。正德八年（1513年）去世，享年六十二，贈太子少保、刑部尚書。

## 家族
原为河南尉氏人，高祖张潜迁居祥符县。曾祖张真。祖父张敬祖。父亲张喜，徙居肃宁县，以子贵贈刑部左侍郎。母马氏。具慶下。娶李氏。